# Darrell Schweitzer
Darrell Charles Schweitzer (nacido el 27 de agosto de 1952) es un escritor, editor y poeta estadounidense. Gran parte de su atención se ha centrado en la ficción especulativa, la fantasía oscura y la ficción de horror, y también practica la ciencia ficción. Schweitzer es asimismo un prolífico ensayista y crítico literario, además de editor de colecciones de ensayos sobre literatura de sus géneros preferidos.

## Biografía
Schweitzer nació en Woodbury, Nueva Jersey, hijo de Francis Edward y Mary Alice Schweitzer. Asistió a la Universidad de Villanova entre 1970-1976, donde se licenció en Geografía (1974) y obtuvo un Master of Arts en Inglés (1976). Comenzó su carrera literaria como crítico y columnista. Trabajó como asistente editorial de la publicación Asimov's Science Fiction, desde 1977 a 1982, y de Amazing Stories, desde 1982 a 1986. Fue también coeditor, con George H. Scithers y John Gregory Betancourt, de Weird Tales, desde 1987 a 1990, y único redactor de la misma revista, entre 1991 y 1994, y de su sucesora, Worlds of Fantasy & Horror, desde 1994 a 1996. De 1998 a 2007 fue otra vez coeditor de la nueva Weird Tales, primero con Scithers y luego con Scithers y Betancourt. También ha sido agente literario a tiempo parcial para la Agencia Owlswick, en Filadelfia, y juez de los premios World Fantasy Award. Es miembro de las asociaciones Science Fiction and Fantasy Writers of America y Horror Writers Association. Schweitzer vive y trabaja en el área de Filadelfia.

## Obras
El trabajo más conocido de Schweitzer es una sucesión de fantasías épicas situadas en un futuro lejano de la Tierra, que culmina en su novela The Shattered Goddess (1982). También son muy apreciados sus cuentos del niño-mago Sekenre, sobre todo el primero, "To Become a Sorcerer" (1991), que fue nominado para el World Fantasy Award (Premio Mundial de Fantasía) y posteriormente ampliado en la novela The Mask of the Sorcerer (1995). Otros obras conocidas de este autor son su primera novela, The White Isle, escrita en 1976, pero no publicado hasta 1989, sus historias del caballero Julian, la mayor parte de ellos recogidos en We Are All Legends (1981), y sus historias de Tom O'Bedlam.

## Premios
Junto con sus compañeros de redacción, Schweitzer ganó en 1992 el World Fantasy Special Award: Professional, en la categoría profesional, por su labor en Weird Tales. Su poema "Remembering the Future" obtuvo el premio al mejor poema de 2006 de los lectores de la revista Asimov's Science Fiction's.

### Serie de The Goddess
- Echoes of the Goddess (cuentos de 2013)
- The Shattered Goddess (novela de 1982)

### Serie de Sekenre
- The Mask of the Sorcerer (novela de 1995)
- Sekenre: The Book of the Sorcerer (cuentos de 2004)

### Otras novelas
- The White Isle (1989)

### Otros libros de cuentos
- We Are All Legends (1981)
- Tom O'Bedlam's Night Out and Other Strange Excursions (1985)
- The Meaning of Life and Other Awesome Cosmic Revelations (1988)
- Transients and Other Disquieting Stories (1993)
- Refugees from an Imaginary Country (1999)
- Necromancies and Netherworlds: Uncanny Stories (1999) con Jason Van Hollander
- Nightscapes: Tales of the Ominous and Magical (2000)
- The Great World and the Small: More Tales of the Ominous and Magical (2001)
- Living With the Dead (The Tale of Old Corpsenberg) (2008)
- Deadly Things: A Collection of Mysterious Tales / The Judgment of the Gods and Other Verdicts of History (2011)
- The Emperor of the Ancient Word and Other Fantastic Stories (2013)

### Cuentos
- "Memories, Just Memories" (1970)
- "The Silent Screamers" (1971)
- "Come to Mother" (1971)
- "Wrecking Crew" (1972)
- "Legends" (1972)
- "In the Evening of Dreams" (1973 - recogido en Nightscapes: Tales of the Ominous and Magical (2000))
- "Encounter" (1973)
- "The Story of Obbok" (1973 - recogido en Tom O'Bedlam's Night Out and Other Strange Excursions (1985))
- "The Kingdom of the Air" (1974)
- "A Special Purpose" (1974)
- "How Ranthes Yin Sailed a Boat on the Waters of the River Time" (1975)
- "The White Isle" (1975 - ampliado como The White Isle (1989))
- "The Cabin" (1976)
- "The One Who Spoke with the Owls" (1976 - recogido en We Are All Legends (1981))
- "The Lady of the Darkwood" (1977)
- "Something Like the Hobo Bird" (1977)
- "The Story of the Brown Man" (1977 - recogido en Tom O'Bedlam's Night Out and Other Strange Excursions (1985))
- "The Last Horror Out of Arkham" (1977)
- "A Vision of Rembathene" (1977 - recogido en Tom O'Bedlam's Night Out and Other Strange Excursions (1985))
- "How Four Brought Silence to the City of Storytellers" (1977)
- "The Soul of the Poet" (1977)
- "The Lady of the Fountain" (1977 - recogido en We Are All Legends (1981))
- "The Veiled Pool of Mistorak" (1977 - recogido en We Are All Legends (1981))
- "Tom O'Bedlam's Night Out" (1977 - recogido en Tom O'Bedlam's Night Out and Other Strange Excursions (1985))
- "Wanderers and Travellers We Were" (1978 - recogido en The Great World and the Small: More Tales of the Ominous and Magical (2001))
- "The Teddybear" (1978)
- "A Fabulous, Formless Darkness" (1978 - recogido en We Are All Legends (1981))
- "The Wings of the White Bird" (1978 - recogido en Tom O'Bedlam's Night Out and Other Strange Excursions (1985))
- "The Hag" (1978 - recogido en We Are All Legends (1981))
- "Boy Meets Girl" (1978)
- "Caliban's Revenge" (1978 - recogido en Nightscapes: Tales of the Ominous and Magical (2000))
- "The Castle of Kites and Crows" (1979 - recogido en We Are All Legends (1981))
- "The Riddle of the Horn" (1979 - recogido en We Are All Legends (1981))
- "The Giant's Frosted Daughter" (1979)
- "The Secret" (con Henry L. Lazarus) (1979)
- "The Murder of Etelven Thios" (1979 - recogido en The Great World and the Small: More Tales of the Ominous and Magical (2001))
- "Divers Hands" (1979 - recogido en We Are All Legends (1981))
- "Into the Dark Land" (1979 - recogido en We Are All Legends (1981))
- "Never Argue With Antique Dealers" (1980)
- "Relatively Speaking" (con Lee Weinstein) (1980)
- "The Story of the Little Brown Man" (1980)
- "The Headless Horseman" (1980)
- "The Faces of Midnight" (1981)
- "L'envoi" (1981 - recogido en We Are All Legends (1981))
- "The Unknown God Cried Out" (1981 - recogido en We Are All Legends (1981))
- "Island of Faces" (1981 - recogido en We Are All Legends (1981))
- "The Doctor's Tale" (1981)
- "The Game of Sand and Fire" (1981 - recogido en Tom O'Bedlam's Night Out and Other Strange Excursions (1985))
- "A Night in a Haunted Wood" (1981)
- "Midnight, Moonlight, and the Secret of the Sea" (1981 - recogido en We Are All Legends (1981))
- "The Pretenses of Hinyar" (1981 - recogido en Tom O'Bedlam's Night Out and Other Strange Excursions (1985))
- "The Other Murder of Etelven Thios" (1981 - recogido en The Great World and the Small: More Tales of the Ominous and Magical (2001))
- "The Final? Murder? of Etelven Thios?" (1981 - recogido en The Great World and the Small: More Tales of the Ominous and Magical (2001))
- "Raving Lunacy" (1981 - recogido en Tom O'Bedlam's Night Out and Other Strange Excursions (1985))
- "The Forest Dream" (1982)
- "The Story of a Dadar" (1982 - recogido en Tom O'Bedlam's Night Out and Other Strange Excursions (1985) y Echoes of the Goddess (2013))
- "Flesh and Shadow" (1983)
- "Sunrise" (1983 - recogido en Tom O'Bedlam's Night Out and Other Strange Excursions (1985))
- "Immortal Bells" (1983 - recogido en Echoes of the Goddess (2013))
- "Holy Fire" (1983 - recogido en Echoes of the Goddess (2013))
- "The Stones Would Weep" (1983 - recogido en Echoes of the Goddess (2013))
- "The Fisherman" (1983)
- "The Phantom Knight" (1983)
- "Continued Lunacy" (1983 - recogido en Tom O'Bedlam's Night Out and Other Strange Excursions (1985))
- "That Dead Men Rise Up Never" (1984)
- "A Lantern Maker of Ai Hanlo" (1984 - recogido en Tom O'Bedlam's Night Out and Other Strange Excursions (1985) and Echoes of the Goddess (2013))
- "The Diminishing Man" (1984 - recogido en Echoes of the Goddess (2013))
- "Between Night and Morning" (1985 - recogido en Echoes of the Goddess (2013))
- "Jungle Eyes" (1985 - recogido en Tom O'Bedlam's Night Out and Other Strange Excursions (1985))
- "Coming of Age in the City of the Goddess" (1985 - recogido en Echoes of the Goddess (2013))
- "The Last of the Shadow Titans" (1985 - recogido en Tom O'Bedlam's Night Out and Other Strange Excursions (1985))
- "The Wrong Stop" (A Story for Children)" (1985)
- "The Last Child of Masferigon" (con John Gregory Betancourt) (1985 - recogido en Tom O'Bedlam's Night Out and Other Strange Excursions (1985))
- "The Stranger from Baal-Ad-Theon" (1985 - recogido en Tom O'Bedlam's Night Out and Other Strange Excursions (1985))
- "The Bermuda Triangle Explained" (1985 - recogido en Tom O'Bedlam's Night Out and Other Strange Excursions (1985))
- "The Adventure in the House of Phaon" (1985 - recogido en Tom O'Bedlam's Night Out and Other Strange Excursions (1985))
- "Leaving" (1986 - recogido en Transients and Other Disquieting Stories (1993))
- "Jason, Come Home" (1986 - recogido en Transients and Other Disquieting Stories (1993))
- "The Voice of Bel-Hemad" (1986 - recogido en Nightscapes: Tales of the Ominous and Magical (2000))
- "Pennies from Hell" (1987 - recogido en Transients and Other Disquieting Stories (1993))
- "The Children of Lommos" (con John Gregory Betancourt) (1987 - recogido en Transients and Other Disquieting Stories (1993))
- "Transients" (1987 - recogido en Transients and Other Disquieting Stories (1993))
- "The Chivalry of Sir Aldingar" (1987)
- "The Shaper of Animals" (1987 - recogido en Echoes of the Goddess (2013))
- "The Mysteries of the Faceless King" (1988 - recogido en Refugees from an Imaginary Country (1999))
- "We Are the Dead" (1988 - recogido en The Great World and the Small: More Tales of the Ominous and Magical (2001))
- "Three Brothers" (1988 - recogido en Echoes of the Goddess (2013))
- "The Young Man Who Did Not Know His Father" (1988)
- "The Meaning of Life" (1988 - recogido en The Meaning of Life and Other Awesome Cosmic Revelations (1988))
- "A Public Nuisance" (1988 - recogido en The Meaning of Life and Other Awesome Cosmic Revelations (1988))
- "The Man Who Was Galumphed Against His Will" (1988 - recogido en The Meaning of Life and Other Awesome Cosmic Revelations (1988))
- "The Man Who Wasn't Nice to Pumpkin Head Dolls" (1988 - recogido en Transients and Other Disquieting Stories (1993))
- "The Last Dangerous Lunacy" (1988 - recogido en Refugees from an Imaginary Country (1999))
- "Malevendra's Pool" (1989 - recogido en Refugees from an Imaginary Country (1999))
- "Clocks" (1989 - recogido en Transients and Other Disquieting Stories (1993))
- "King Yvorian's Wager" (1989 - recogido en Refugees from an Imaginary Country (1999))
- "Seeing Them" (1989 - recogido en Transients and Other Disquieting Stories (1993))
- "The Man Who Found the Heart of the Forest" (1989 - recogido en Transients and Other Disquieting Stories (1993))
- "Going to the Mountain" (1990 - recogido en Refugees from an Imaginary Country (1999))
- "The Unmaker of Men" (con Jason Van Hollander) (1990 - recogido en Necromancies and Netherworlds: Uncanny Stories (1999))
- "Soft" (1990 - recogido en Transients and Other Disquieting Stories (1993))
- "Peeling It Off" (1990 - recogido en Transients and Other Disquieting Stories (1993)))
- "The Strange Rider from the Far, Dark Land" (1990 - recogido en Refugees from an Imaginary Country (1999))
- "The Adventure of the Hanoverian Vampires" (1990 - recogido en Deadly Things: A Collection of Mysterious Tales / The Judgment of the Gods and Other Verdicts of History (2011))
- "The Throwing Suit" (con Jason Van Hollander) (1990 - recogido en Transients and Other Disquieting Stories (1993) y Necromancies and Netherworlds: Uncanny Stories (1999))
- "Angry Man" (1990 - recogido en Refugees from an Imaginary Country (1999)
- "The Paloverde Lodge" (with Jason Van Hollander) (1990 - recogido en Transients and Other Disquieting Stories (1993) y Necromancies and Netherworlds: Uncanny Stories (1999))
- "Time Enough for Lunacy" (1990 - recogido en Nightscapes: Tales of the Ominous and Magical (2000))
- "To Become a Sorcerer" (1991 - ampliado como The Mask of the Sorcerer (1995))
- "Men Without Maps" (con Jason Van Hollander) (1991 - recogido en Necromancies and Netherworlds: Uncanny Stories (1999))
- "The Cloth Gods of Zhamiir" (con Jason Van Hollander) (1991 - recogido en Necromancies and Netherworlds: Uncanny Stories (1999))
- "Minotauress" (1991 - recogido en Refugees from an Imaginary Country (1999))
- "Short and Nasty" (1991 - recogido en Transients and Other Disquieting Stories (1993))
- "The Stolen Heart" (1991 - recogido en Echoes of the Goddess (2013))
- "Savages" (1991 - recogido en Refugees from an Imaginary Country (1999))
- "The Spirit of the Back Stairs" (1991) - recogido en Transients and Other Disquieting Stories (1993))
- "The Caravan of the Dead" (con Jason Van Hollander) (1992 - recogido en Necromancies and Netherworlds: Uncanny Stories (1999))
- "Told by Moonlight" (1992 - recogido en Nightscapes: Tales of the Ominous and Magical (2000))
- "The Outside Man" (1992 - recogido en Refugees from an Imaginary Country (1999))
- "The Great World and the Small" (1993 - recogido en The Great World and the Small: More Tales of the Ominous and Magical (2001))
- "The Liar's Mouth" (1993 - recogido en Nightscapes: Tales of the Ominous and Magical (2000))
- "An Interview with Edgar Allan Poe" (1993)
- "Three Brothers of the Air" (1993)
- "The Cup of Pain" (1993)
- "The Sorcerer Evoragdou" (1993 - recogido en Refugees from an Imaginary Country (1999))
- "The Man in the White Mask" (con Jason Van Hollander) (1994 - recogido en Necromancies and Netherworlds: Uncanny Stories (1999))
- "On the Holy Mountain" (1994 - recogido en Nightscapes: Tales of the Ominous and Magical (2000))
- "The Adventure of the Death-Fetch" (1994 - recogido en The Great World and the Small: More Tales of the Ominous and Magical (2001) y Deadly Things: A Collection of Mysterious Tales / The Judgment of the Gods and Other Verdicts of History (2011))
- "Those of the Air" (with Jason Van Hollander) (1994 - recogido en Necromancies and Netherworlds: Uncanny Stories (1999))
- "On the Last Night of the Festival of the Dead" (1994 - recogido en Refugees from an Imaginary Country (1999) y Sekenre: The Book of the Sorcerer (2004))
- "One of the Secret Masters" (1994 - recogido en Refugees from an Imaginary Country (1999))
- "The Epilogue of the Sword" (1995 - recogido en Nightscapes: Tales of the Ominous and Magical (2000))
- "The Witch of the World's End" (1995 - recogido en Nightscapes: Tales of the Ominous and Magical (2000))
- "The Knight of Pale Countenance" (1995 - recogido en Refugees from an Imaginary Country (1999))
- "Runaway" (1995 - recogido en Refugees from an Imaginary Country (1999))
- "Climbing" (1995 - recogido en Refugees from an Imaginary Country (1999))
- "The Magical Dilemma of Mondesir" (con Jason Van Hollander) (1995 - recogido en Necromancies and Netherworlds: Uncanny Stories (1999))
- "The Giant Vorviades" (1995 - recogido en Sekenre: The Book of the Sorcerer (2004))
- "Silkie Son" (1995 - recogido en The Great World and the Small: More Tales of the Ominous and Magical (2001))
- "Believing in the Twentieth Century" (1996 - recogido en The Great World and the Small: More Tales of the Ominous and Magical (2001))
- "The Unwanted Grail" (1996 - recogido en The Great World and the Small: More Tales of the Ominous and Magical (2001))
- "Last Things" (1996 - recogido en Refugees from an Imaginary Country]] (1999) y Deadly Things: A Collection of Mysterious Tales / The Judgment of the Gods and Other Verdicts of History (2011))
- "The Silence in Kandretiphon" (1996 - recogido en Nightscapes: Tales of the Ominous and Magical (2000))
- "Adam" (1996 - recogido en Nightscapes: Tales of the Ominous and Magical (2000))
- "The Sorcerer's Gift" (1996 - recogido en Sekenre: The Book of the Sorcerer (2004))
- "Sherlock Holmes, Dragon-Slayer" (1996 - recogido en Deadly Things: A Collection of Mysterious Tales / The Judgment of the Gods and Other Verdicts of History (2011))
- "King Father Stone" (1996 - recogido en Sekenre: The Book of the Sorcerer|Sekenre (2004))
- "Smart Guy" (1996 - recogido en Nightscapes: Tales of the Ominous and Magical (2000))
- "The Crystal-Man" (con Jason Van Hollander) (1996 - recogido en Necromancies and Netherworlds: Uncanny Stories (1999))
- "The Dragon of Camlann" (1997 - recogido en The Great World and the Small: More Tales of the Ominous and Magical (2001))
- "Kvetchula" (1997 - recogido en Nightscapes: Tales of the Ominous and Magical (2000))
- "I Told You So" (1997 - recogido en The Great World and the Small: More Tales of the Ominous and Magical (2001))
- "Sir Artegall in The Dragon of Camlann" (1997)
- "The Silence of Kings" (1997 - recogido en Sekenre: The Book of the Sorcerer (2004))
- "The Death of Falstaff" (1997 - recogido en Refugees from an Imaginary Country (1999) y Deadly Things: A Collection of Mysterious Tales / The Judgment of the Gods and Other Verdicts of History (2011))
- "Refugees from an Imaginary Country" (1997 - recogido en Refugees from an Imaginary Country (1999))
- "Seeking the Gifts of the Queen of Vengeance" (1998 - collected in Sekenre: The Book of the Sorcerer (2004))
- "Running to Camelot" (1998 - recogido en Nightscapes: Tales of the Ominous and Magical (2000))
- "Murdered by Love" (1998 - recogido en Deadly Things: A Collection of Mysterious Tales / The Judgment of the Gods and Other Verdicts of History (2011))
- "Return from Exile" (1998 - recogido en Nightscapes: Tales of the Ominous and Magical (2000))
- "A Servant of Satan" (1998 - recogido en Nightscapes: Tales of the Ominous and Magical (2000))
- "Just Suppose" (1998 - recogido en The Great World and the Small: More Tales of the Ominous and Magical (2001))
- "Tom O'Bedlam and the King of Dreams" (1999 - recogido en The Great World and the Small: More Tales of the Ominous and Magical (2001))
- "Ye Olde Englishe Ghost Story" (1999)
- "Ghost" (1999 - recogido en The Great World and the Small: More Tales of the Ominous and Magical (2001))
- "Bitter Chivalry" (1999 - recogido en Nightscapes: Tales of the Ominous and Magical (2000))
- "Saxon Midnight" (2000 - recogido en The Emperor of the Ancient Word and Other Fantastic Stories (2013))
- "The Invisible Knight's Squire" (2000 - recogido en The Great World and the Small: More Tales of the Ominous and Magical (2001))
- "In the Street of the Witches" (2000 - recogido en Sekenre: The Book of the Sorcerer (2004))
- "Vandibar Nasha in the College of Shadows" (2000 - recogido en Sekenre: The Book of the Sorcerer (2004))
- "The Fire Eggs" (2000 - recogido en The Emperor of the Ancient Word (2013))
- "Appeasing the Darkness" (2000)
- "The Last of the Black Wine" (2001)
- "From Out of the Crocodile's Mouth" (2001 - recogido en Sekenre: The Book of the Sorcerer (2004))
- "They Never Found His Head" (2001)
- "The Lantern of the Supreme Moment" (2001 - recogido en Sekenre: The Book of the Sorcerer (2004))
- "Our Father Down Below" (2001 - recogido en The Emperor of the Ancient Word (2013))
- "The Last of the Giants of Albion" (2002 - recogido en The Emperor of the Ancient Word (2013))
- "Whom Even Death Might Fear" (2002)
- "Dreams of the Stone King's Daughter" (2002 - recogido en Sekenre: The Book of the Sorcerer (2004))
- "Secret Murders" (2002 - recogido en The Emperor of the Ancient Word (2013))
- "The Girl Who Fell from the Moon: A Legend of Atlantis" (2002)
- "A Dark Miracle" (2002)
- "Why We Do It" (2002)
- "Envy, the Gardens of Ynath, and the Sin of Cain" (2002)
- "How It Ended" (2002 - recogido en The Emperor of the Ancient Word (2013))
- "The Dead Kid" (2002 - recogido en The Emperor of the Ancient Word (2013))
- "The Third Way" (2002)
- "Some Unpublished Correspondence of the Younger Pliny" (2003 - recogido en Deadly Things: A Collection of Mysterious Tales / The Judgment of the Gods and Other Verdicts of History (2011))
- "The Runners in the Maze" (2003)
- "The Most Beautiful Dead Woman in the World" (2003 - recogido en Living With the Dead (The Tale of Old Corpsenberg) (2008))
- "They Are Still Dancing" (2003 - recogido en Living With the Dead (The Tale of Old Corpsenberg) (2008))
- "The Scroll of the Worm" (con Jason Van Hollander) (2004)
- "Lord Abernaeven's Tale" (2004 - recogido en Sekenre: The Book of the Sorcerer (2004))
- "The Rider of the Dark" (2004)
- "The Order of Things Must Be Preserved" (2004 - recogido en Living With the Dead (The Tale of Old Corpsenberg) (2008))
- "The Emperor of the Ancient Word" (2005 - recogido en The Emperor of the Ancient Word (2013))
- "Tom O'Bedlam and the Mystery of Love" (2005 - recogido en The Emperor of the Ancient Word (2013))
- "At the Top of the Black Stairs" (2005 - recogido en The Emperor of the Ancient Word (2013))
- "Fighting the Zeppelin Gang" (2006 - recogido en The Emperor of the Ancient Word (2013))
- "The Hero Spoke" (2006 - recogido en The Emperor of the Ancient Word (2013))
- "Sometimes You Have to Shout About It" (2007)
- "A Lost City of the Jungle" (2007 - recogido en The Emperor of the Ancient Word (2013))
- "Honored Be Her Name" (con John Gregory Betancourt) (2007)
- "In a Byzantine Garden" (2007 - recogido en Deadly Things: A Collection of Mysterious Tales / The Judgment of the Gods and Other Verdicts of History (2011))
- "Sweep Me to My Revenge!" (2007 - recogido en The Emperor of the Ancient Word (2013))
- "The Idol in His Hand" (2007)
- "The Messenger" (2007 - recogido en The Emperor of the Ancient Word (2013))
- "Thousand Year Warrior" (2008 - recogido en The Emperor of the Ancient Word (2013))
- "The Stolen Venus" (2008 - recogido en Deadly Things: A Collection of Mysterious Tales / The Judgment of the Gods and Other Verdicts of History (2011))
- "The Boy Who Dreamed of Nothing At All" (2008 - recogido en Living With the Dead (2008))
- "The Observatory Committee" (2008 - recogido en Living With the Dead (2008))
- "The Eater of Hours" (2009)
- "O King of Pain and Splendor!" (2009)
- "In the Dreaming House" (2010)
- "Kvetchula's Daughter" (2010)
- "Ghost Dancing" (2010)
- "Howling in the Dark" (2010)
- "The Werewolf of Camelot" (2010)
- "Pages from an Invisible Book" (2010)
- "We Are the Monsters Now" (2011 - recogido en The Emperor of the Ancient Word (2013))
- "Into the Gathering Dark" (2011)
- "The Last Heretic" (2011)
- "Class Reunion" (2011)
- "Innsmouth Idyll" (2011)
- "The Runners Beyond the Wall" (2012)
- "True Blue" (2012)
- "The Clockwork King, the Queen of Glass, and the Man with the Hundred Knives" (2012)
- "Dreaming Kandresphar" (2013)

### Poesía
- Non Compost Mentis: An Affrontery of Limericks and Other Eldritch Metrical Terrors (1995)
- Poetica Dementia: Being a Further Accumulation of Metrical Offenses (1997)
- "Stop Me Before I Do It Again!" (1999)
- They Never Found His Head: Poems of Sentiment & Reflection (2001)
- The Innsmouth Tabernacle Choir Hymnal (2004)
- Groping Towards the Light (2005)
- Ghosts of Past and Future (2008)

### Ensayo
- Lovecraft in the Cinema (1975)
- The Dream Quest of H. P. Lovecraft (1978)
- Conan's World and Robert E. Howard (1979)
- On Writing Science Fiction: The Editors Strike Back! (1981) con John M. Ford y George H. Scithers
- Pathways to Elfland: The Writings of Lord Dunsany (1989)
- Lord Dunsany: A Bibliography (1993) con S. T. Joshi
- Windows of the Imagination: Essays on Fantastic Literature (1998, contiene ensayos sobre H. P. Lovecraft, M. R. James, Richard Middleton, Lord Dunsany, Bram Stoker, Edgar Allan Poe y otros autores)

### Como editor

#### Antologías
- The Ghosts of the Heaviside Layer, and Other Fantasms, de Lord Dunsany (1980)
- The Ginger Cat and Other Lost Plays, de Lord Dunsany (2005)
- Tales from the Spaceport Bar (1986) con George H. Scithers
- Another Round at the Spaceport Bar (1989) con George H. Scithers
- Secret History of Vampires (2007)
- Full Moon City (2010) con Martin H. Greenberg
- Cthulhu's Reign (2010)

#### Ensayo
- Essays Lovecraftian (1976)
- Exploring Fantasy Worlds: Essays on Fantastic Literature (1985)
- Discovering Classic Fantasy Fiction (1997)
- Discovering H. P. Lovecraft (1987) (edición revisada y ampliada de Essays Lovecraftian)
- Discovering Classic Horror Fiction I (1992)
- Discovering Modern Horror Fiction I (1985)
- Discovering Modern Horror Fiction II (1988)
- Discovering Stephen King (1985)
- The Thomas Ligotti Reader: Essays and Explorations (2003)
- The Neil Gaiman Reader (2007)
- The Robert E. Howard Reader (2010)
- SF Voices (1976)
- Science Fiction Voices #1: Interviews with Science Fiction Writers (1979)
- Science Fiction Voices #5: Interviews with American Science Fiction Writers of the Golden Age (1981)
- Speaking of Horror: Interviews with Writers of the Supernatural (1994)
- Speaking of the Fantastic (2002)
- Speaking of the Fantastic II (2004)
- Speaking of the Fantastic III (2011)

## Sobre el autor
- Steve Behrends. "Holy Fire: Darrell Schweitzer's Imaginative Fiction". Studies in Weird Fiction 5 (Spring 1989), 3-11.